# Mac OS X Public Beta
Mac OS X Public Beta（マック オーエス テン パブリック ベータ）は、Appleが2000年10月21日（米国と欧州では9月13日）にリリースしたMac OS Xの初の公開ベータ版OSである。
翌2001年に販売予定であったMac OS X v10.0に先駆けて、Mac OS Xをユーザに試用してもらい、フィードバックを得ることを目的でCD-ROMにより提供された。
日本での販売はApple Store オンラインと、髙島屋新宿店（タカシマヤタイムズスクエア）に特設されたApple Storeにおいて直接販売が実施され、一時は1,000人を超える行列ができた。それまでもMac OS 8などでも発売時の行列もあったが、日本における近代のアップル新製品発売の大行列はこの時からはじまったといえる。
なお日本で3,500円で販売されたものは（ビルド2E14）、日本語（英語、フランス語、ドイツ語、スペイン語、イタリア語、オランダ語）に対応し、9月13日から米国で配布された英語・フランス語・ドイツ語のみの対応のもの（ビルド1H39）とは違うバージョンであった。